# Troussay (grad)
To graščino v Chevernyju so zgradili v 15. stoletju ter jo v 16. stoletju okrasili (?). 1828 jo je podedoval zgodovinar L. de la Saussaye z Institut de France in pri arhitektu La Mordandièru naročil obnovo. Lastnik ga je polepšal z redkimi starinami iz okoliških vil in gradov, ki danes ne obstajajo več (npr. grad Bury). Dvorec je še danes naseljen in bogato opremljen z izbranim pohištvom, del pa je preurejen v muzej.
- Château de Troussay